# لورينا أوتشوا
لورينا أوتشوا (بالإسبانية: Lorena Ochoa)‏ (ولدت في 15 نوفمبر 1981 في غوادالاخارا) هي لاعبة غولف مكسيكية،
درست بجامعة اريزونا وحصلت على عدة جوائز منها جائزة رياضي السنة للأسوشيتد برس لسنتين متتالتيين عامي سنة 2006 و2007 وقاعة الشهرة العالمية للجولف.

## جوائز
حصلت على جوائز منها:
- قاعة الشهرة العالمية للجولف  [لغات أخرى]‏.

## روابط خارجية
- لورينا أوتشوا على موقع رابطة لاعبات الغولف المحترفات (الإنجليزية)